# Actephila mearsii
Actephila mearsii là một loài thực vật có hoa trong họ Diệp hạ châu. Loài này được C.T.White mô tả khoa học đầu tiên năm 1938.